# Casshern (film)
Pour plus de détails, voir Fiche technique et Distribution.
Casshern est un film japonais réalisé par Kazuaki Kiriya, sorti en 2004.

## Synopsis
Alors que la guerre mondiale fait rage, le clan des vainqueurs paie un très lourd tribut aux batailles chimiques et technologiques dont il a abusé. La population entière est menacée par des maladies, virus, mutations en tous genres. Jusqu'au jour où un célèbre chercheur affirme pouvoir cloner et dupliquer n'importe quel organe sans que celui-ci soit rejeté par le corps humain. La cellule développée secrètement va alors remporter un énorme succès mais révéler un inconvénient car, en plus de soigner les vivants, elle réveille les morts. Ces derniers vont bientôt déclarer la guerre aux humains.

## Fiche technique
- Titre : Casshern
- Réalisation : Kazuaki Kiriya
- Scénario : Kazuaki Kiriya, d'après les personnages de Tatsuo Yoshida
- Production : Hideji Miyajima, Toshiharu Ozawa et Toshiaki Wakabayashi
- Budget : 600 000 000 ¥
- Musique : Shirō Sagisu, Satoshi Tomie et Utada Hikaru
- Photographie : Kazuaki Kiriya
- Montage : Kazuaki Kiriya et Chisako Yokoyama
- Décors : Yuji Hayashida
- Costumes : Michiko Kitamura
- Pays d'origine : Japon
- Langue : japonais
- Format : Couleurs - 2,35:1 - Dolby Digital - 35 mm
- Genre : Action, science-fiction
- Durée : 141 minutes
- Dates de sortie : 24 avril 2004 (Japon), 26 octobre 2005 (France)

## Distribution
- Yūsuke Iseya : Casshern / Tetsuya Azuma
- Kumiko Aso : Luna Kozuki
- Akira Terao : Kotaro Azuma-hakase
- Kanako Higuchi : Midori Azuma
- Fumiyo Kohinata : Kozuki-hakase
- Hiroyuki Miyasako : Akubon
- Jun Kaname : Barashin
- Hidetoshi Nishijima : Lieutenant-olonel Kamijo
- Mitsuhiro Oikawa : Kaoru Naito
- Susumu Terajima : Sakamoto
- Hideji Ōtaki : Kamijô-Sôsai
- Tatsuya Mihashi : Furoi-hakase
- Toshiaki Karasawa : Burai
- Mayumi Sada : Sagurê
- Ryō

## Autour du film
- Adaptation de Shinzô ningen Kyashân, série animée japonaise en 35 épisodes de 25 minutes, diffusée de 1973 à 1974 sur Fuji TV. Dans la série TV (et les 4 OAV remake de 1994), Les adversaires de Casshern ne sont pas des morts revenus à la vie mais des androïdes construits par son père afin de résoudre les problèmes écologiques de la planète. Mais un soir d'orage, un éclair a accidentellement mis en service BK1, le chef des androïdes, qui, via son programme faussé, en a conclu que l'humanité était la cause du problème et qu'elle devait disparaître pour préserver la nature. Sous le nom de Braiking Boss (ou Burai King Boss), il met en fonction trois autres robots construits par le professeur Azuma (dont Barashin et  Akubon) et construit une armée d'androïdes (une bonne partie des modèles étant présents dans le film également) afin de mener son plan à bien. Dans cette version, la mère de Casshern n'est pas morte mais sa conscience a été transférée dans un cygne robot, Swannie, par son mari sans que Braiking Boss (qui a adopté le robot et maintient le père en otage afin qu'il continue de construire des machines pour lui) ne le sache et sert d'espionne, révélant à Tetsuya/Casshern les plans des robots (à condition que les rayons de la lune frappent Swannie ce qui permet à Mme Azuma d'apparaître). Tetsuya lui-même n'est pas mort mais demande à fusionner avec un robot (de manière irréversible) afin d'arrêter les androïdes (mais Casshern ne fonctionne qu'à l'énergie solaire perçu par son casque et si Tetsuya abuse trop de ses réserves la nuit, Casshern devient immobile et vulnérable). Il est accompagné de son chien mécanique Friender transformable en véhicules divers (anciennement Lucky, un chien qui a subi le même sort alors qu'il était une victime des robots) et de Luna, son amie et fiancée, qui participe aux affrontements.

Le reboot animé Casshern Sins de 2008-2009 (24 épisodes) présente une origine différente pour Casshern (ici, un ancien membre des robots de Braiking Boss devenu amnésique mais rendu responsable d'un désastre à la suite de sa dernière mission des siècles plus tôt) mais garde la thématique écologique et les tensions dramatiques (en plus poussés) et l'armée d'androïdes dans un contexte différent (les humains ont presque disparu et une malédiction (en fait un virus corrosif) détruit également l'armée des androïdes (laquelle est presque complètement décimée à quelques exceptions près qui ont la faculté de résister au virus comme Casshern) dont le chef, Braiking Boss, est parti en exil  parce qu'il se sent responsable de l'ordre qui a tout précipité : l'élimination de Luna (origines différentes aussi : cible de Casshern et des robots parce que seul espoir des humains au départ, elle est à l'origine du virus apparue après sa mort ainsi que du changement qui s'est opéré dans la mentalité de Casshern. Une légende tenace veut qu'elle ait survécu et soit la seule chance de survie des robots).
- Casshern est le premier film de Kazuaki Kiriya, qui est également l'ex-mari de la chanteuse J-pop Utada Hikaru, qui interprète ici le générique du film, Dareka no negai ga kanau koro.